# Лук Скајвокер
Лук Скајвокер (енгл. Luke Skywalker) је измишљени лик у универзуму Ратова Звезда кога глуми Марк Хамил. Он је био Џедај витез, који је играо важну улогу у причи Ратови Звезда. У филмовима се појављивао у — епизодама III, IV, V, VI, VII, VIII и IX. У проширеном универзуму, он је постао моћан Џедај учитељ и на крају Велики учитељ у савету учитеља.
Рођен усред хаоса заједно са својом сестром близнакињом Лејом Амидалом Скајвокер (након што је њихов отац, Џедај витез Анакин Скајвокер, прешао на тамну страну и смрти њихове мајке сенаторке Падме Амидале, њу је усвојио сенатор Бејл Органа са Алдерана). Лука су одгајили његов стриц и стрина на пустињској планети Татуин. Након придруживања Побуњеничкој Алијанси, он је постао главни лик у догађајима Галатичког цивилног рата и коначно у судбини галаксије.

## Историја

### Ране године
Лук Скајвокер је син сенаторке и бивше краљице Набуа Падме Амидале и Џедај витеза Анакина Скајвокера. Лук је мало старији од своје сестре близнакиње Леје и последњи је ученик Оби Ван Кенобија и Јоде.
У „Освети сита”, Падме Амидала се порађа на астероиду Полис Маса, пре него што умре на порођају. Бејл Органа, вицекраљ Алдерана, је усвојио Леју, а Оби-Ван је обезбедио склониште за Лука на Татуину, да би их обоје заштитили од биолошког оца и новостворене Галактичке Империје којој је он служио.
Упркос сакривању од свог оца и императора Палпатина, Лук је растао као син Анакина Скајвокера, уз очеве најближе живе рођаке (његовог брата и његове жене) Овена Ларса и Беру Вајтсан. Оби-Ван је изабрао Татуин и Ларсов дом, свестан да ће Вејдер бити против тога да дође на планету која му је успомена на Анакина Скајвокера, део личности које је стално покушавао да избрише.
Кеноби се вратио неколико година касније Ларсовима, што је било непознато младом Луку, доносећи Анакинову светлосну сабљу, јер је мислио да је Лук довољно стар и да би требало да му буде дозвољено да има сабљу свога оца. Овен је одбио да пристане на то, говорећи Кенобију да не жели да Лук направи исту грешку као Анакин, тврдећи како мисли да Анакин уопште није требало да напусти своју мајку и да се спетља са глупим идеалистичким Џедај витезовима. Са бесом је рекао Кенобију да иде и да не долази више.
Кеноби је наставио да пази на Лука из даљине, посматрајући га понекад како врло вешто управља својим Скајхопером.
Лук је живео на Татуину све до своје девенаесте године, где је његов стриц безуспешно покушавао да обесхрабри све тежње Џедај реда према Луку. Он му је рекао да је његов отац био навигатор на свемирском теретњаку. Упркос овој неистини, он је још увек био младић који је имао талента у оправци дроида, пилотирању и, њему непознато, Сили, слично као и његов отац. Оби-Ван Кеноби, до тада познат Луку као Бен Кеноби, необичан стари пустињак, је рекао Луку да је његовог оца убио Дарт Вејдер, одметнути Џедај витез.

### Борба за Алијансу
Када је Дарт Вејдер пресрео Лејин свемирски брод који је носио украдене планове Звезде Смрти, борбене тврђаве величине планете, она је послала дроиде Ц-3ПО-a и Р2-Д2-a да се нађу са Оби-Ваном. Ипак, на свом путовању, они су завршили у Луковој служби, који је одвео дроиде Оби-Вану. Након смрти стрица и стрине од руку империјалних јуришника, Лук је одлучио да прати Оби-Вана да би помогао принцези Леји. Они су полетели са Татуина у броду Хана Солоа, Миленијумском Соколу. Док су путовали до Алдерана, Оби-Ван је искористио време да да Луку прве часове Џедај тренинга, дајући му стару Анакинову сабљу. Кад су стигли до Алдерана, могли су само да схвате да је планету уништила Звезда Смрти. Привлачећи зрак Звезде Смрти је заробио њихов брод и били су принуђени да слете. Они су спасили принцезу Леју и побегли са Звезде Смрти, али је у тој операцији погинуо Оби-Ван у дуелу са Дарт Вејдером. Заправо, он је постао једно са Силом. Лук, Леја, Хан Соло, Чубака и дроиди су побегли до тајне базе Побуњеника на Јавину 4, али их је Империја пратила и припремала се да уништи планету. Побуњеници су искористили украдене планове да покрену напад на Звезду Смрти, познат као Битка код Јавина. Луј је управљао ловцем Х-крила у Црвеној ескадрили и, уз помоћ Оби-Вановог гласа, искористио је Силу да лансира протонска торпеда у узани отвор реактора, уништивши тиме Звезду Смрти. Ипак, његов најбољи пријатељ Бигс Дарклајтер је погинуо када је Дарт Вејдер уништио његову летелицу.
После победе Побуњеника у бици за Јавин, Лук је унапређен у чин команданта и заједно са Веџом Антилесом је основао Rogue Squadron.
Очајнички желећи да пронађе Лука, за кога је недавно сазнао да му је син, Вејдер је послао извиђачке дроиде на хиљаде планета у галаксији у потрагу за њим. Када је дроид открио нову базу побуњеника на Хоту, Вејдер се спустио са копненим јединицама на ледену планету. Лук је показао способности потенцијалног Џедаја играјући кључну улогу у одбрани, водећи Rogue Squadron и посебно када је сам оборио АТ-АТ користећи очеву сабљу.

### Обука за Џедаја
Пратећи упутства Оби-Вановог духа, Лук је отпутовао на планету Дегобу да учи вештине Џедаја под Јодом. Може се рећи да се стари Џедај учитељ претварао да има мало поверења у Луков потенцијал (разлог је вероватно што су Лук и Леја били сакривени, а посебно што је Лука одгојила његова породица вероватно да избегне реторику Џедаја која је уништила Ред), али је пристао да га тренира. Након тренинга од свега неколико недеља и брзо развивши своје вештине и употребу Силе, Лук је добио визију својих пријатеља које је заробио Вејдер и, против Јодиних и Оби-Ванових савета, отпутовао на Беспин да би их спасио, али је само успео да упадне у Вејдерову замку. У дуелу сабљама који је следио, Лук је изгубио десну руку у борби против мрачног господара Сита и сазнао да је Вејдер његов отац. Суочен са ужасавајућом тврдњом и искушењем да се придружи Вејдеру, Лук је нашао храбрости да радије изабере смрт, бацивши се у реактор. Ипак, користећи своје нове моћи које му је дала Сила, Лук је позвао Леју, која је осетила његов позив и да се он налази испод града у облацима, исцрпљен и једва имајући снаге да се држи. Леја и Чубака су дошли да га спасу, иако су тиме скоро изгубили своју шансу за бекство. Након поновног придруживања Побуњеницима, Лукова недостајућа рука је замењена кибернетичком протезом.
Након што је Лук поражен на Беспину и након што је изгубио очеву сабљу, његова оданост традицијама Џедаја је још више порасла. Један од значајнијих догађаја између краја филма „Империја узвраћа ударац” и „Повратка џедаја” је да се Лук вратио у Оби-Ванову колибу на Татуину и конструисао своју светлосну сабљу, тачно према традицији џедајског тренинга (ово је испричано у Shadows of The Empire). Његова сабља је била јединственог дизајна, а опет је блиско подсећала на светлосне сабље које су поседовали стари Џедаји. Ипак, Јода му је јасно рекао да Лук неће бити Џедај док се успешно не супротстави Вејдеру.
Лук још једном иде на Татуин, заједно са Лејом, да би спасио Хана од гангстера Џабе Хата, коме је ловац на уцењене главе Боба Фет продао Хана на Беспину након што га је Вејдер замрзао у карбониту да би тестирао процес којим се надао да ће моћи заледити Лука и однети га императору. Лук је постао Џабин заробљеник и осуђен је да умре заједно са својим пријатељима, док је Леја постала Џабина робиња. Лук је уз помоћ светлосне сабље коју је у себи прокријумчарио Р2 савладао Џабину стражу и побегао са Ханом. Џабу је у међувремену убила Леја, задавивши га ланцима којим је она била везана за његов престо.
Током свог повратка на Дегобу, Лук је сазнао од умирућег Јоде и Оби-Вана да је Вејдер заиста његов отац. Такође је сазнао да је Леја његова сестра близнакиња и да ће бити у великој опасности ако отац и њу пронађе.

### Лук и Вејдер
Стигавши на Ендор као члан побуњеничког одреда командоса, Лук се предао Вејдеру у покушају да врати мрачног господара Сита на светлу страну Силе. На крају је постао императоров заробљеник на полудовршеној другој Звезди Смрти, која је кружила око Ендора. Тамо су император и Вејдер покушали да заразе Лука обећањем да ће спасити своје пријатеље од сигурне смрти ако се придружи тамној страни. Када то није успело, император је подстицао Лука да га нападне да би спасио Побуњенике, који су губили у бици за Ендор. Лук је, у тренутку слабости, кренуо да нападне императора, али је Вејдер зауставио његов ударац и отац и син су се борили један против другог последњи пут. Упркос сукобу, Лук је успео да одржи контролу над осећањима, све до тренутка када је Вејдер путем телепатије осетио постојање Лукове сестре и запретио да ће уместо њега преобратити њу. Разбешњен, Лук напада Вејдера са најдубљим гневом и одрубљује механичку руку свог оца. Пре него што ће убити оца, Лук је погледао своју кибернетичку руку и са ужасом схвата да је на путу да доживи очеву судбину. Лук поново стиче контролу над собом и баца светлосну сабљу, поносно изјављујући своју припадност Џедајима.
У освети, император баца муње на Лука, скоро убивши га (у новелизацији Повратка џедаја, Лук је могао да одбије муње својим рукама, што је нешто што је само Јода могао). Видећи свог сина како пати и можда сећајући се милости која је показана према њему, сажаљење коначно пробија Вејдерово срце од камена. У чину саможртвовања, Анакин Скајвокер је поново избио на површину, зграбио императора и бацио га у реактор. Током овога је смртно рањен од стране императорових муња, које су оштетиле његова механичка плућа и систем за одржавање у животу. У начетој Звезди Смрти, на улазу у Вејдеров шатл, Лук је склонио Вејдерову маску која је покривала лице Анакина Скајвокера више од две деценије и погледао је први и једини пут у очеве очи, пре него што је Анакин умро и постао једно са Силом. Пророчанство о Изабраном се коначно испунило, пошто је Анакин донео равнотежу Сили и убио господара Сита. Лук је са очевим остацима избегао уништење Звезде Смрти. На Ендору, у маниру Џедајских сахрана, Лук је спалио последње трагове да је његов отац био Дарт Вејдер и придружио се прослави због пораза Империје. Лук је видео духове Јоде и Оби-Вана и свог оца како постаје прави Џедај.

### После битке код Ендора
У проширеном универзуму, Лук среће свог оца Анакина/Вејдера пре битке за Хот (према новели/стрипу Splinter of the Mind's Eye). Годинама касније, после Анакинове/Вејдерове смрти, Лук упознаје Мару Џејд. Они се боре против његовог клона Лука Скајвокера, ученика Хоруса Си’Баота. Током борбе, Мара Џејд уништава клона и, уз Лејину помоћ, уништава Си’Баота.

### Мрачна Империја и Џедај учитељ који прелази на мрачну страну
Лук је имао кратак излет на мрачну страну када је радио под маском као ученик васкрлог Палпатина. Нови господар Сита је управљао армијом агената на планети Бис. Џедај учитељ се борио часно, али га је победио клонирани император, који је натерао свог бившег противника да му се клања и да га зове господаром. Леја, која је дозволила да буде заробљена, супротставила се и господару Сита и свом палом брату. Она је пронашла џедајску реликвију где је пророчанство потврдило да ће сестра избавити свог палог брата пре него што победи злог суверена. Премда је једва уопште била тренирана, принцеза је срушила мрачну страну у свом брату. Лук се преокренуо против мрачне стране и заклео се да ће заувек служити само светлој страни. Касније се борио са императором у дуелу светлосним сабљама и потврдио своје ангажовање за поновним стварањем Џедајског реда.

### Џедај академија
Лук је напустио своју дужност у ловачком корпусу Нове Републике да би наставио своју Џедајску обуку и поново створио Џедајски ред у храму Масаси на Јавину 4, одлуку коју су неки антиџедајски политичари користили против њега. Лук је постао званични вођа реда.
Као мудрији и свеснији о Сили, Лук Сакјвокер се такође појавио у играма Jedi Knight II: Jedi Outcast и Jedi Knight: Jedi Academy са титулом Џедај учитеља. У Jedi Knight II: Jedi Outcast Лук је помогао Кајлу Катарну у његовој борби против Десана и Нове Империје.

### Нове претње
Годинама касније, бивши херој Побуњеника је радио опет са својом пријатељицом Маром Џејд, која је боље научила да користи Силу након тренинга у Луковој Џедај академији. Лук се заљубљује у њу и на крају се ожени с њом. Они добијају сина коме дају име Бен (по Оби-Вану Кенобију, који је користио Бен као свој псеудоним).

### Нови Џедајски ред, инвазија Јужан Вонга и наслеђе Учитеља
Током сукоба за време инвазије Јужан Вонга, Џедај учитељ је обновио савет Џедаја неколико месеци након уништења Џедај академије. Некадашњи фармер са Татуина је осмислио нов састав, састављен од Џедаја, политичара и војних официра. Они који су ушли у нови Џедајски ред су Тресина Лоби, Кент Хамер, Кајл Катарн, Кип Дјурон, Силгал, Саба Себатин и Лук Скајвокер. Из редова политичара и војске су ушли нови шеф државе Кал Омас, Сијен Сов и још њих четворо.
Лук је касније предводио мисију у Непознате регионе током инвазије Јужан Вонга да би пронашао мистериозну планету Зонама Секот, планету која ствара живе свемирске бродове. Након што је инвазија одбијена уз помоћ нових мандалоријанских ратника, секотијанске флоте и удружене флоте Галактичке Алијансе и Остатака Империје, Лук води нови Џедајски ред на Денон, привремену престоницу Галактичке Алијансе и место поново саграђеног храма Џедаја са Корусанта.
Нови Џедајски ред је на крају прешао на Осус, место некадашњег чувеног Џедајског храма и библиотеке који су углавном уништени пре 4.000 година, када су, заједно са храмом на Корусанту, служили као база за Ред. Након Киликске инвазије на простор Чиса и преображавања већине преживелих са Миркр мисије у савезнике Килика, Лук схвата да је киликски колективни разум несвесно контролисан од стране бивше Ноћне Сестре по имену Ломи Пло, која је постала њихова Невиђена краљица са способношћу да постане невидљива искоришћавајући страх потчињених. Једна од преживелих са Миркр мисије, Алима Рар је покушала да усади страх у Луков ум сугеришући му да је његова жена Мара некако одговорна за смрт његове мајке Падме, у шта је он помало поверовао због Мариног претходног ангажовања као слуге императора. Ово је омогућило Ломи да побегне од Лука пошто је једва виђена. Лук је нашао снимак Падме и Анакина Скајвокера у Р2-Д2 и, упркос жељи дроида да заштити Анакина, Лук је видео како Анакин преко Силе дави Падме на Мустафару, своју смрт и смрт своје мајке (како је приказано у Освети сита). Након овога, Лук је био способан да одбаци своје сумње у вези Маре и порази Ломи Пло у последњој бици Рата за јато, исекавши је на четири дела. Лук је такође повукао Џедаје из Олмасовог Саветничког већа пошто је планирао да створи Веће Џедаја који ће пружати помоћ Галактичкој Алијански када то буде потребно. Такође је постао Велики Учитељ реда Џедаја. Рекао је Џедајима да ће или пратити његово вођство и поставити ред Џедаја на прво место или ће напустити ред. За сада су Дени Кви и Тенел Ка напустили ред због својих обавеза према Зонами Секот, односно Хејпсу, а Коран Хорн је био у искушењу, али га је Лук одговорио од тога. Лук је био приморан да протера Тахири, Лоубаку и Тесара Себатејна на Дегобу због одавања тајних информација људима ван реда. За сада, чини се да су радикалне реорганизације одржале ред заједно, али последице тога тек треба да се виде.
Иако су он и Мара одлучили да немају више деце, пророчанство је рекло Луку да ће имати још деце у будућности пре него што је упознао Мару. Сада, Велики Учитељ Лук Скајвокер води Џедајски ред и, заједно са својом супругом Маром, одгаја свог сина Бена.

## Таленти
Лук Скајвокер, без обзира на то што је примио мало тренинга, постао је моћан Џедај учитељ. Његове вештине са Силом и светлосном сабљом су изузетне. У новелама Новог Џедајског реда, Лук користи моћну и јединствену способност Силе познате обожаваоцима као смарагдна муња у финалним борбама против Јужан Вонга. Ова техника се може описати као зелене искре које могу тренутно убити своју жртву. Ниједан други лик не може да створи то. Кроз проширени универзум, он показује невероватно мајсторство над Силом, манипулишући црним рупама, гравитацијом и планетама.
Чак и у Луковим раним годинама као обичан Џедај, он је моћна личност. Током кризе Мрачне Империје, он је разбио Олују клона императора, која је имала могућност да уништава велике бродове.
Сукобио се у дуелу светлосним сабљама и помогао је Леји да порази Палпатина. Његова сестричина, Џејна Соло, га је у финалној бици са Јужан Вонгом описала као вртлог енергије Силе, смиреног и концентрисаног тако да је био незаустављив. Такође је рекла да је његова светлосна сабља изгледала као десет или двадесет сечива која се крећу одједном. Лукове способности са сабљом и Силом су надвладале хиљаде ратника Јужан Вонга, заједно са осталим непријатељима. Лук је поразио Врховног вођу Шимру (иако то није био прави), који је сам могао да убије многе Џедаје. Због овога, неки кажу да је Лук један од највећих бораца светлосном сабљом и вероватно најмоћнији Џедај у историји галаксије, можда надмашивши чак и Јоду.

## Улоге
Лука Скајвокера су глумила четворица глумаца:

### Ејден Бартон
- Звездани ратови — епизода III: Освета сита

### Марк Хамил
- Звездани ратови — епизода IV: Нова нада (25. мај 1977)
- Празнични специјал Звезданих ратова (17. новембар 1978)
- Звездани ратови — епизода V: Империја узвраћа ударац (21. мај 1980)
- Звездани ратови — епизода VI: Повратак џедаја (25. мај 1983)
- Звездани ратови — епизода VII: Буђење силе (18. децембар 2015)
- Звездани ратови — епизода VIII: Последњи џедаји (15. децембар 2017)
- Звездани ратови — епизода IX: Успон Скајвокера (20. децембар 2019)
- Звездани ратови: Нова нада — аудио драма (1977)
- Звездани ратови: Империја узвраћа ударац — аудио драма (1980)
- Мандалоријанац (2020)
- Књига Боба Фета (2022)

### Џошуа Фердон
- Звездани ратови: Повратак џедаја — аудио драма (1996)

### Боб Берген
- (1996)

## Занимљивости
- Луково презиме је испрва било Старкилер. Оно је промењено у Скајвокер првог дана снимања филма Звездани ратови — епизода IV: Нова нада, јер се Џорџ Лукас плашио да би презиме Старкилер превише подсећало на насиље. Име Старкилер је касније корићшено у игри Витезови Старе Републике за Тариског мегданџију Бендака Старкилера.
- Према интервјуу са Лукасом, Лук је првобитно био замишљен као женско и имао је особине Леје. Лук је мењан од младе жене преко патуљка и шездесетогодишњег генерала пре него што је на крају замишљен као младић који постаје Џедај.
- Вилијам Кат се пријавио за улогу Лука
- Као што је Џорџ Лукас узео име Анакин од свога пријатеља и колеге Кена Анакина, име Лук је изведено из Лукасовог имена.
- Занимљиво, било да је случајно или намерно, име Лук Скајвокер има невероватну сличност са именом нордијског бога шале Локија, који се често називао Локи Скај Вокер (Шетач по небу)
- Неки фанови тврде да, док је судбина његовог оца била да донесе равнотежу Сили, Лукова судбина је да поново створи још понизнији и хуманији Џедајски ред који ће дозволити емоционалне потребе својих чланова.